# Knife Party
Knife Party — проект, основанный Робом Свайром и Гаретом МакГрилленом, который был анонсирован в начале лета 2011. Первое выступление Гарета и Роба в качестве дуэта Knife Party состоялось 5 августа 2011 в рамках DJ-сета на Ибице. Затем был завершен летний тур Pendulum по фестивалям в Европе, после которого они анонсировали перерыв в выступлениях группы и приступили вплотную к работе с проектом Knife Party. Проект вошёл в Топ-100 от DJMag на 33-м месте.

## История

### 2011:100 % No Modern Talking
Их первый EP, 100 % No Modern Talking был выпущен в цифровом формате на лейбле Pendulum — EarStorm, а также был переиздан на Big Beat Records 17 декабря 2012 года. EP доступна для бесплатного скачивания с их официального сайта, Soundcloud и Facebook, а также доступна для покупки на Beatport и iTunes 12 декабря 2011 года. EP изначально включал в себя трек «Back to the Z-List», но был заменен на «Destroy Them With Lazers», так как дуэт решил отказаться от трека по неизвестным причинам.

### 2012:Rage Valley
Их второй EP, 'Rage Valley' был выпущен в цифровом формате на EarStorm / Big Beat. Заглавный трек «Rage Valley» первоначально назывался «Fuck Em», но название было изменено 'по причинам, которые вы никогда не узнаете'. «Sleaze» была также переименована: изначально она называлась «Until They Kick Us Out». EP стал доступен для покупки на Beatport 27 мая 2012 года и iTunes 3 июня 2012 года.

### 2013:Haunted House
Их третий EP, Haunted House, был выпущен 6 мая 2013 в цифровом формате на EarStorm / Big Beat. 9 августа 2012 года, Knife Party объявили через Twitter, что начали работу над своим третьим EP. 17 апреля, в официальном твиттере Роб сказал, что в последний момент альбом изменился и «Baghdad», который должен был выйти в EP, будет заменен на «Internet Friends VIP».

### 2014:Abandon Ship
Четвёртый релиз и первый полноформатный альбом Knife Party. В альбоме 12 треков. Первый сингл с альбома под названием «Resistance» вышел 25 августа и распространяется бесплатно, а также доступен в iTunes. Выход альбома состоялся 10 ноября.

### 2015:Trigger Warning
Вышел 20 ноября 2015 года, в EP 4 трека: «PLUR Police», «Parliament Funk», «Kraken» (feat. Tom Staar), «PLUR Police» (Jauz Remix).

### 2019: Lost Souls
Мини-альбом выпущенный 18 июля 2019 года, в него вошло 4 трека: «No Saint», «Lost Souls», «Death & Desire» (feat. Harrison), «Ghost Train».

## Дискография
| Название                | Детали                                                                                 | Треклист                                                                                  |
| ----------------------- | -------------------------------------------------------------------------------------- | ----------------------------------------------------------------------------------------- |
| 100 % No Modern Talking | - Выпущен: 12 декабря 2011 - Лейбл: EarStorm / Big Beat - Формат: цифровая дистрибуция | 1. Internet Friends 2. Destroy Them with Lazers 3. Tourniquet 4. Fire Hive                |
| Rage Valley             | - Выпущен: 27 мая 2012 - Лейбл: EarStorm / Big Beat - Формат: цифровая дистрибуция     | 1. Rage Valley 2. Centipede 3. Bonfire 4. Sleaze (совместно с MistaJam)                   |
| Haunted House           | - Выпущен: 6 мая 2013 - Лейбл: EarStorm / Big Beat - Формат: цифровая дистрибуция      | 1. Power Glove 2. LRAD 3. EDM Death Machine 4. Internet Friends VIP                       |
| Trigger Warning         | - Выпущен: 19 ноября 2015 - Лейбл: EarStorm - Формат: цифровая дистрибуция             | 1. PLUR Police 2. Parliament Funk 3. Kraken (feat. Tom Staar) 4. PLUR Police (Jauz Remix) |
| Lost Souls              | - Выпущен: 18 июля 2019 г. - Лейбл: EarStorm - Формат: цифровая дистрибуция            | 1. No Saint 2. Lost Souls 3. Death & Desire(feat. Harrison) 4. Ghost Train                |

### Синглы и совместные треки
| Год  | Композиция      | Исполнитель                         | Издание (Сингл) | Издание (Альбом) |
| ---- | --------------- | ----------------------------------- | --------------- | ---------------- |
| 2011 | «Antidote»      | Swedish House Mafia vs. Knife Party | Antidote        | Until Now        |
| 2012 | «Apex»          | Foreign Beggars                     | Apex            | The Uprising     |
| 2013 | «Piledriver»    | Steve Aoki & Knife Party            |                 | Neon Future      |
| 2013 | «Baghdad»       | Hardwell & Knife Party              |                 |                  |
| 2016 | «Battle Sirens» | Knife Party & Tom Morello           | Warner Music    |                  |
| 2018 | «Harpoon»       | Knife Party & Pegboard Nerds        | Harpoon         | Full Hearts EP   |

### Студийные миксы
| Год  | Название                                          | Издание       |
| ---- | ------------------------------------------------- | ------------- |
| 2011 | Live on Radio 1 from Space, Ibiza (Essential Mix) | Оф. сайт      |
| 2012 | «Clever Title Like Deadmau5 Would Use» Mix        | Журнал Mixmag |

### Ремиксы
| Год  | Композиция       | Оригинальный исполнитель | Издание                  |
| ---- | ---------------- | ------------------------ | ------------------------ |
| 2011 | «Save the World» | Swedish House Mafia      | Save the World (Remixes) |
| 2011 | «Unison»         | Porter Robinson          | Spitfire                 |
| 2011 | «Crush on You»   | Nero                     | Crush on You (Remixes)   |
| 2012 | «Last Time»      | Labrinth                 | Last Time                |

### Неизданные треки
| 2011                 |        |
| «Suffer»             | Удален |
| «Back to the Z-List» | Удален |

### Неизданные VIP-версии
| Год  | Композиция                           | Оригинальный исполнитель |
| ---- | ------------------------------------ | ------------------------ |
| 2011 | «Crush on You» (VIP Remix)           | Nero                     |
| 2011 | «Destroy Them With Lazers» (VIP Mix) | Knife Party              |
| 2012 | «Rage Valley» (VIP Mix)              | Knife Party              |
| 2013 | «Last Time» (VIP)                    | Labrinth                 |
| 2013 | «Power Glove» (VIP Mix)              | Knife Party              |